# Sfakiá
Sfakiá (griego: Σφακιά) es un municipio de la República Helénica perteneciente a la unidad periférica de La Canea de la periferia de Creta.
El municipio abarca una zona montañosa en la costa suroccidental de la isla de Creta, al sur de La Canea. El municipio tiene un área de 467,6 km² y una población de 1889 habitantes en 2011, lo cual hace que su densidad de población sea de tan solo 4 hab./km². La capital municipal es Hora Sfakíon, una pequeña localidad de 265 habitantes en 2011.

## Comunidades
El municipio no fue afectado por el plan Calícrates, pues ya tenía un gran tamaño antes de la reforma de 2011. Debido a ello, no se divide en unidades municipales sino directamente en nueve comunidades:
- Agía Roumeli
- Agios Ioannis
- Anópoli
- Ásfendos
- Askyfou
- Hora Sfakíon (la capital)
- Impros
- Patsianós
- Skalotí